# Engelska A
Engelska A (EN1201), var en kurs för gymnasieskolan i Sverige enligt Lpf 94 som gällde 1994—2011. Kursen omfattade 100 poäng. Engelska A ersattes av Engelska 5 i och med införandet av Gy11.

## Kursinnehåll i Engelska A (1994-2011)
- Utan förberedelse delta i samtal.
- Beskriva ett ämnes- eller intresseområde
- Visa prov på anpassning av språket efter situationens krav.
- Tillgodogöra sig texter med varierat sakinnehåll.
- Förstå lättillgänglig skönlitteratur.
- Genom litteratur förvärva kunskaper om kulturtraditioner i engelskspråkiga länder.
- Formulera sig i skrift för att informera, instruera, argumentera och uttrycka känslor och värderingar samt ha förmåga att bearbeta och förbättra den egna skriftliga produktionen.
- Kunskap om samhällsförhållanden, kulturtraditioner och levnadssätt i engelskspråkiga områden och kunna använda dessa kunskaper för att jämföra kulturer.
- Medvetet använda och utvärdera inlärningssätt som befrämjar inlärningen.
- Självständigt hämta information från olika källor samt bearbeta och strukturera den information som tagits fram.

## Betygsfördelning per program
Betygsfördelningar per program i kursprovet i Engelska A, vårterminen 2005, "Receptive Skills":
| Program                    | IG% | G% | VG% | MVG% | Antal |
| -------------------------- | --- | -- | --- | ---- | ----- |
| Barn- och fritid           | 26  | 48 | 22  | 4    | 530   |
| Bygg                       | 11  | 51 | 30  | 9    | 363   |
| El                         | 11  | 35 | 43  | 12   | 351   |
| Estetiska                  | 5   | 31 | 40  | 24   | 1093  |
| Fordon                     | 20  | 47 | 28  | 5    | 375   |
| Handel- och administration | 15  | 51 | 29  | 6    | 323   |
| Hantverk                   | 18  | 41 | 34  | 7    | 201   |
| Hotell och restaurang      | 24  | 47 | 25  | 4    | 370   |
| Medie                      | 6   | 31 | 44  | 19   | 719   |
| Naturbruk                  | 19  | 37 | 30  | 14   | 143   |
| Naturvetenskap             | 2   | 13 | 41  | 44   | 2159  |
| Omvårdnad                  | 22  | 42 | 30  | 7    | 200   |
| Samhällsvetenskap          | 4   | 27 | 43  | 26   | 4186  |
| Teknik                     | 2   | 23 | 48  | 28   | 793   |
| Övriga gymnasieprogram     | 6   | 28 | 41  | 25   | 1783  |